# Tyson Fury
Tyson Luke Fury (Wythenshawe, Mánchester, 12 de agosto de 1988) es un exboxeador profesional británico de peso pesado. En noviembre de 2015, derrotó a Vladímir Klichkó para convertirse en el campeón unificado de peso pesado de WBA (Super), IBF, WBO, IBO y la revista The Ring. En febrero de 2020 derrotó a Deontay Wilder, convirtiéndose en el campeón del Consejo Mundial de Boxeo.
Fue inicialmente rechazado para pelear por Irlanda en los Juegos Olímpicos, pero se le permitió representar a Gran Bretaña e Irlanda tras investigar los antecedentes familiares con su apellido vinculado a parientes de Belfast. Fury ha representado a Gran Bretaña e Irlanda como amateur, ganando el ABA en 2008 antes de dar el paso a profesional un año más tarde. Ha sido dos veces campeón británico, un europeo, de la Commonwealth y campeón irlandés de peso pesado, así como campeón de la WBO Intercontinental y WBO Internacional de peso pesado.
Anunció su retiro de los cuadriláteros el 1 de marzo del 2022, tras luchar en el estadio de Wembley contra Dillian Whyte el 23 de abril.Aun  así, regresó al boxeo.

## Carrera en boxeo profesional

#### Fury vs. Seferi
El 20 de mayo, se anunció que el albanés Sefer Seferi, de 39 años (23–1, 21 KOs), sería el oponente de Fury en un combate de 10 asaltos. Seferi era un peso crucero de carrera, habiendo peleado una vez en peso pesado, cuando perdió contra Manuel Charr en 2016. Fury pesó 276 libras (125 kg) en el pesaje, 66 libras (30 kg) más que Seferi. Fury había perdido 112 libras (51 kg) para la pelea, habiendo experimentado un aumento de peso extremo debido a sus problemas de salud mental. Fury ganó la pelea después de que Seferi se retirara en su esquina después del cuarto asalto. Los primeros asaltos tuvieron poca acción ya que Fury estaba haciendo alarde, por lo que el árbitro Phil Edwards lo advirtió en el segundo asalto. Una pelea estalló entre la multitud durante la pelea, pero el orden fue restaurado antes de que la pelea terminara. Fury comenzó a lanzar golpes fuertes en el cuarto asalto y parecía que muchos de los golpes impactaron y lastimaron a Seferi, por lo que este se retiró en su esquina. Después de la pelea, Warren confirmó que Fury regresaría en la cartelera de Carl Frampton el 18 de agosto en Windsor Park en Belfast. Se reveló que la pelea, que se transmitió exclusivamente en BT Sport 1, alcanzó un máximo de 814,000 espectadores en vivo.

#### Fury vs. Pianeta
El 12 de julio de 2018, se anunció que Fury pelearía contra el ex dos veces retador al título mundial Francesco Pianeta (35-4-1, 21 KOs) el 18 de agosto. Fury pesó 258 libras (117 kg), 18 libras (8.2 kg) menos que contra Seferi. Pianeta pesó 254.7 libras (115.5 kg). El 30 de julio, se informó que había negociaciones en curso para una pelea entre Fury y Wilder (40-0, 39 KOs) en noviembre o diciembre de 2018. El 31 de julio, Fury declaró que la pelea contra Wilder estaba al 99% cerrada, faltando solo confirmar el lugar y la fecha. Fury también tenía que salir victorioso en su combate contra Pianeta. Wilder estaba programado para estar en Belfast para promover aún más la pelea. Fury completó los 10 asaltos, derrotando a Pianeta por decisión de puntos. El árbitro Steve Gray puntuó la pelea 100-90 a favor de Fury.

### Desafío por el título de peso pesado del WBC

#### Fury vs. Wilder
El 22 de septiembre, tanto Fury como Wilder confirmaron que habían firmado el contrato y que la pelea se llevaría a cabo el 1 de diciembre de 2018. Según la Comisión Atlética del Estado de California, Wilder ganaría una bolsa base garantizada de $4 millones y Fury se llevaría una bolsa garantizada de $3 millones. A pesar de la afirmación original de Frank Warren de que los ingresos se dividirían 50-50, se reveló que Wilder podría ganar $14 millones (£11 millones) y Fury ganaría alrededor de $10.25 millones (£8 millones). Ambos boxeadores verían aumentar estas cantidades después de recibir sus porcentajes de los ingresos de pay-per-view.
Frente a una multitud de 17,698 personas en el Staples Center, Wilder y Fury pelearon en un empate por decisión dividida en 12 asaltos, lo que significa que Wilder retuvo su título del WBC. El juez mexicano Alejandro Rochin anotó la pelea 115-111 para Wilder, el juez canadiense Robert Tapper la anotó 114-112 para Fury y el juez inglés Phil Edwards anotó un empate 113-113.

### Estableciéndose en Las Vegas

#### Fury vs. Schwarz
Después de la pelea con Wilder, Fury consiguió un contrato de cinco peleas con ESPN y Top Rank por valor de £80 millones ($100 millones). Regresó al ring en el MGM Grand Garden Arena de Las Vegas contra el campeón intercontinental de peso pesado de la WBO, Tom Schwarz (24-0, 16 KOs) el 15 de junio de 2019. Esta fue la primera pelea de Fury en Las Vegas.
Tenía el control total de la pelea, acribillando al invicto Schwarz en el primer asalto antes de terminarlo en el segundo asalto por nocaut técnico, para llevarse el título intercontinental de la WBO de Schwarz.

#### Fury vs. Wallin
Fury peleó nuevamente en Las Vegas contra el ex campeón continental de peso pesado de la WBA, Otto Wallin (20-0, 13 KOs) el 14 de septiembre, en el T-Mobile Arena. 
Fury ganó por decisión unánime 116-112, 117-111 y 118-110.

### Campeón de peso pesado del WBC y The Ring

#### Fury vs. Wilder II
La revancha se anunció oficialmente el 27 de diciembre de 2019. y el lugar se fijó como el MGM Grand Garden Arena de Las Vegas. El contrato de pelea incluía una cláusula en la que el perdedor puede invocar una pelea de trilogía si así lo desea.
La pelea se detuvo a mitad del séptimo asalto después de que una ráfaga de golpes contundentes de Fury hizo que la esquina de Wilder tirara la toalla para salvarlo de un castigo mayor. En el momento de la detención, Fury estaba por delante en las tarjetas de puntuación de los tres jueces 59–52, 58–53 y 59–52, y las puntuaciones irregulares se debieron a que Bayless le dedujo un punto a Fury en el quinto por sujetar.

#### Fury vs. Wilder III
Deontay Wilder activó la cláusula para una segunda pelea de revancha con Tyson Fury luego de su derrota ante Fury en la primera revancha. La pelea de la trilogía estaba programada tentativamente para julio de 2020, pero luego se pospuso debido a la pandemia de COVID-19 . El 11 de junio de 2020, el promotor de Anthony Joshua, Eddie Hearn, anunció que Fury y Joshua habían llegado a un acuerdo de dos peleas, siempre que Fury derrotara a Wilder y Joshua derrotara a su retador obligatorio , Kubrat Pulev.  El promotor de Fury, Bob Arum, dijo en agosto de 2020, "el WBC aprobó el contrato de la trilogía y eso prevé aplazamientos. Y ciertamente, si no puedes hacerlo con los espectadores, un aplazamiento razonable estaría bien. Es un tipo diferente de luchar." 
El 12 de octubre de 2020, Fury anunció que renunciaba a una pelea de trilogía con Wilder después de que los organizadores no pudieron fijar una fecha para el evento en 2020. La pelea fue pospuesto desde la fecha original del 24 de julio hasta el 9 de octubre, después de que el campamento de Fury tuviera un brote de COVID-19.
Fury conectó algunos buenos golpes en el clinch. A mitad del tercero, Fury envió a Wilder a la lona con una serie de fuertes derechazos y continuó golpeándolo mientras Wilder era efectivamente salvado por la campana. Wilder regresó en el cuarto con una derecha corta y feroz que puso a Fury en la lona. Wilder continuó avanzando y volvió a derribar al campeón hacia el final de la ronda. En los asaltos intermedios, Fury se recuperó y comenzó a aterrizar con más regularidad, acumulando una ventaja dominante en las cartas y marcando gravemente la cara de Wilder, con este último ahora visiblemente agotado como resultado de todo el castigo que había recibido. En el décimo, Wilder fue derribado por un enorme gancho de derecha, pero regresó una vez más con una gran serie de golpes salvajes que atraparon a Fury en la campana. Con Wilder gravemente herido y sangrando, Fury logró rematar a su oponente en el undécimo asalto con un limpio gancho de derecha lanzado desde el clinch.
En el momento de la detención, Fury estaba ganando la pelea en las tres tarjetas con 95–91, 94–92 y 95–92.

#### Fury vs. Ngannou
Fury enfrentó al ex campeón de peso pesado de UFC Francis Ngannou en Riad, Arabia Saudita, el 28 de octubre de 2023, en lo que fue el debut en el boxeo profesional de Ngannou. Los funcionarios del CMB confirmaron que la pelea sería de diez asaltos y contaría como una pelea oficial, aunque el título de Fury no estaría en juego.
Fury entró en la pelea como favorito 14-1, pero fue derribado en el tercer asalto. Luego ganó la pelea por decisión dividida controvertida. Un juez anotó la pelea 95–94 a favor de Ngannou, mientras que los otros dos jueces obtuvieron 96–93 y 95–94 a favor de Fury. Según CompuBox , Fury superó a Ngannou 71 a 59 en golpes totales, mientras que Ngannou superó a Fury 37 a 32 en golpes de poder.

### Desafío por el campeonato indiscutible de peso pesado

#### Fury vs. Usyk
El 29 de septiembre de 2023, se anunció que Fury había firmado un contrato para enfrentarse al campeón unificado de peso pesado de la WBA, la WBO y la IBF, Oleksandr Usyk, por el título indiscutible de peso pesado en Riad, Arabia Saudita, después de su pelea con Francis Ngannou en octubre.  La pelea estaba originalmente programada para el 23 de diciembre, pero se retrasó hasta el 17 de febrero de 2024 después de la pelea de Fury con Ngannou en octubre de 2023.  El 2 de febrero, se anunció que la pelea se había pospuesto nuevamente después de que Fury sufriera un corte en un combate sobre su ojo derecho que requirió "atención médica urgente" y "costuras importantes".  La pelea tuvo lugar el 18 de mayo de 2024.  Fury perdió la pelea por decisión dividida, que fue su primera derrota en su carrera en el boxeo profesional. Un juez obtuvo 114-113 para Fury, mientras que otros dos jueces obtuvieron 115-112 y 114-113 a favor de Usyk.

## Vida personal
Él y su esposa Paris (nacida Mullroy) se conocieron cuando ella tenía 15 y él 17. Se casaron en 2008 en la capilla de St. Peter in Chains en Doncaster. La pareja tiene siete hijos: cuatro varones llamados Prince Tyson Fury II, Prince Adonis Amaziah, Prince John James y otro nacido en 2023; y tres hijas llamadas Venezuela, Valencia Amber y Athena.
Es seguidor del club de fútbol de la Premier League Manchester United.Aunque se ha rumoreado que es católico él mismo lo ha desmentido y se ha declarado seguidor de Jesús.
En septiembre de 2015, anunció que quería ser candidato independiente para llegar a ser parlamentario de Reino Unido por Morecambe y Lunesdale. Opina que el gobierno está excesivamente preocupado por la inmigración y no por los sin techo, drogadictos y alcohólicos. También es partidario de que Gran Bretaña abandone la Unión Europea. A finales del año 2015 derrotó a Vladímir Klichkó con los títulos IBF, IBO, WBO y WBA en juego.

## Renuncia
Tras haber cancelado en dos ocasiones en 2016 la pelea de revancha ante Vladímir Klichkó, en octubre se anunció que Fury había dado positivo en dos ocasiones por cocaína. En una entrevista con Rolling Stone, el propio boxeador dijo que su vida se había convertido en un caos y que no entrenaba desde mayo, fecha desde la que llevaba consumiendo droga y bebiendo, con deseos de suicidarse. Poco después entregó sus títulos mundiales para someterse a rehabilitación.

## Lucha libre profesional

### World Wrestling Entertainment (2019)
El viernes 4 de octubre de 2019, acudió como invitado al primer episodio de SmackDown en Fox, donde tuvo un careo amistoso con el luchador Braun Strowman previo al combate de este último que se iba a desarrollar a continuación. Durante la lucha, Strowman lanzó a su oponente (Dolph Ziggler) contra Fury a través de la barrera del público para provocarlo. A la semana siguiente en Raw Fury subió al ring exigiendo una disculpa a Strowman, pero al final ambos terminaron llegando a las manos y varios luchadores tuvieron que separarlos. Más tarde, en la rueda de prensa del evento PPV Crown Jewel, se confirmó que tanto Strowman como Fury se enfrentarían en un combate el próximo 31 de octubre. Fury ganó la pelea por conteo afuera.

## Títulos
Títulos mundiales:
- Campeón mundial de peso pesado del WBC
- Campeón mundial de peso pesado de la WBA (Super)
- Campeón mundial de peso pesado del WBO
- Campeón mundial de peso pesado de la IBF
- Campeón mundial de peso pesado de The Ring (2 veces)
- Campeón mundial lineal de peso pesado (2 veces)

Títulos internacionales:
- Campeón inglés de peso pesado (2 veces)
- Campeón británico de peso pesado (2 veces)
- Campeón de la Commonwealth de peso pesado
- Campeón europeo de peso pesado
- Campeón irlandés de peso pesado
- Campeón internacional de peso pesado del WBO
- Campeón intercontinental de peso pesado del WBO (2 veces)
- Campeón mundial de peso pesado de la IBO

## Récord profesional
| Récord profesional | Récord profesional | Récord profesional |
| 36 peleas          | 34 victorias       | 2 derrotas         |
| ------------------ | ------------------ | ------------------ |
| Nocaut             | 24                 | 0                  |
| Decisión           | 10                 | 2                  |

| Res.     | Registro | Oponente                | Tipo | Rd., Tiempo   | Fecha                    | Localidad                                  | Notas |
| -------- | -------- | ----------------------- | ---- | ------------- | ------------------------ | ------------------------------------------ | --- |
| Derrota  | 34–2–1   | Oleksander Usyk         | DU   | 12            | 21 de diciembre de 2024  | Arabia Saudita Boulevard Hall, Riad.       | Por los títulos de peso pesado del WBC, WBA, IBO, WBO y The Ring.                                                          |
| Derrota  | 34–1–1   | Oleksander Usyk         | DD   | 12            | 18 de mayo de 2024       | Arabia Saudita Boulevard Hall, Riad.       | Pierde el título de peso pesado del WBC; en combate por los títulos de peso pesado del Super WBA, IBF, IBO WBO y The Ring. |
| Victoria | 34–0–1   | Francis Ngannou         | DD   | 10            | 28 de octubre de 2023    | Arabia Saudita Boulevard Hall, Riad.       | |
| Victoria | 33–0–1   | Derek Chisora           | TKO  | 10 (12), 2:51 | 3 de diciembre de 2022   | Tottenham Hotspur Stadium, Londres         | Retiene los títulos mundiales WBC, The Ring en la categoría pesado.                                                        |
| Victoria | 32–0–1   | Dillian Whyte           | TKO  | 6 (12), 2:59  | 23 de abril de 2022      | Wembley Stadium, Londres                   | Retiene los títulos mundiales WBC, The Ring en la categoría pesado.                                                        |
| Victoria | 31–0–1   | Deontay Wilder          | KO   | 11 (12), 1:10 | 9 de octubre de 2021     | T-Mobile Arena, Las Vegas, Nevada          | Retiene los títulos mundiales WBC, The Ring en la categoría pesado.                                                        |
| Victoria | 30–0–1   | Deontay Wilder          | TKO  | 7 (12), 1:39  | 22 de febrero de 2020    | MGM Grand Garden Arena, Paradise, Nevada   | Gana los títulos mundiales WBC, The Ring en la categoría pesado.                                                           |
| Victoria | 29–0–1   | Otto Wallin             | DU   | 12            | 14 de septiembre de 2019 | T-Mobile Arena, Paradise, Nevada           | |
| Victoria | 28–0–1   | Tom Schwarz             | TKO  | 2 (12), 2:54  | 15 de junio de 2019      | MGM Grand Garden Arena, Las Vegas, Nevada  | Gana el título intercontinental de la WBO en la categoría pesado.                                                          |
| Empate   | 27–0–1   | Deontay Wilder          | DD   | 12            | 1 de diciembre de 2018   | Staples Center, Los Ángeles, California    | Por el título de la WBC del peso pesado                                                                                    |
| Victoria | 27–0     | Francesco Pianeta       | PTS  | 10            | 18 de agosto de 2018     | Windsor Park, Belfast                      | |
| Victoria | 26–0     | Sefer Seferi            | RTD  | 4 (10), 3:00  | 9 de junio de 2018       | Manchester Arena, Mánchester               | |
| Victoria | 25–0     | Wladimir Klitschko      | DU   | 12            | 28 de noviembre de 2015  | Esprit Arena, Düsseldorf, Westfalia        | Gana los títulos mundiales Super WBA, IBF, WBO, IBO, The Ring y Lineal en la categoría pesado.                             |
| Victoria | 24–0     | Christian Hammer        | RTD  | 8 (12), 3:00  | 28 de febrero de 2015    | The O2 Arena, Londres                      | Retiene el título internacional de la WBO en la categoría pesado.                                                          |
| Victoria | 23–0     | Derek Chisora           | RTD  | 10 (12), 3:00 | 29 de noviembre de 2014  | ExCeL, Londres                             | Gana los títulos Europeo e internacional de la WBO en la categoría pesado.                                                 |
| Victoria | 22–0     | Joey Abell              | TKO  | 4 (10), 1:48  | 15 de febrero de 2014    | Copper Box, Londres                        | |
| Victoria | 21–0     | Steve Cunningham        | KO   | 7 (12), 2:55  | 20 de abril de 2013      | Madison Square Garden, Nueva York          | Eliminatoria por el título mundial de la IBF en la categoría pesado.                                                       |
| Victoria | 20–0     | Kevin Johnson           | DU   | 12            | 1 de diciembre de 2012   | Odyssey, Belfast, Irlanda del Norte        | Eliminatoria por el título mundial del WBC en la categoría pesado.                                                         |
| Victoria | 19–0     | Vinny Maddalone         | TKO  | 5 (12), 1:35  | 7 de julio de 2012       | Hand Arena, Clevedon                       | Gana el título intercontinental de la WBO en la categoría pesado.                                                          |
| Victoria | 18–0     | Martin Rogan            | TKO  | 5 (12), 3:00  | 14 de abril de 2012      | Odyssey, Belfast, Irlanda del Norte        | Gana el título irlandés en la categoría pesado.                                                                            |
| Victoria | 17–0     | Neven Pajkic            | TKO  | 3 (12), 2:44  | 12 de noviembre de 2011  | Event City, Mánchester                     | Retiene el título de la Commonwealth en la categoría pesado.                                                               |
| Victoria | 16–0     | Nicolai Firtha          | TKO  | 5 (12), 2:19  | 18 de septiembre de 2011 | King's Hall, Belfast, Irlanda del Norte    | |
| Victoria | 15–0     | Derek Chisora           | DU   | 12            | 23 de julio de 2011      | Wembley Arena, Londres                     | Gana los títulos británico y de la Commonwealth en la categoría pesado.                                                    |
| Victoria | 14–0     | Marcelo Luiz Nascimento | KO   | 5 (10), 2:48  | 19 de febrero de 2011    | Wembley Arena, Londres                     | |
| Victoria | 13–0     | Zack Page               | DU   | 8             | 19 de diciembre de 2010  | Coliseo Pepsi, Quebec, provincia de Quebec | |
| Victoria | 12–0     | Rich Power              | PTS  | 8             | 10 de septiembre de 2010 | York Hall, Londres                         | |
| Victoria | 11–0     | John McDermott          | TKO  | 9 (12), 1:08  | 25 de junio de 2010      | Brentwood Centre, Brentwood                | Gana el título vacante inglés en la categoría pesado. Eliminatoria por el título británico.                                |
| Victoria | 10–0     | Hans-Joerg Blasko       | TKO  | 1 (8), 2:14   | 5 de marzo de 2010       | Centro de deporte, Huddersfield            | |
| Victoria | 9–0      | Tomáš Mrázek            | PTS  | 6             | 26 de septiembre de 2009 | The O2, Dublín, Irlanda                    | |
| Victoria | 8–0      | John McDermott          | PTS  | 10            | 11 de septiembre de 2009 | Brentwood Centre, Brentwood                | Gana el título inglés en la categoría pesado.                                                                              |
| Victoria | 7–0      | Aleksandrs Selezens     | TKO  | 3 (6), 0:48   | 18 de julio de 2009      | York Hall, Londres                         | |
| Victoria | 6–0      | Scott Belshaw           | TKO  | 2 (8), 0:52   | 23 de mayo de 2009       | Coliseo Watford, Watford                   | |
| Victoria | 5–0      | Matthew Ellis           | KO   | 1 (6), 0:48   | 11 de abril de 2009      | York Hall, Londres                         | |
| Victoria | 4–0      | Lee Swaby               | TKO  | 4 (6), 3:00   | 14 de marzo de 2009      | Aston Events Centre, Birmingham            | |
| Victoria | 3–0      | Daniel Peret            | TKO  | 2 (6), 3:00   | 28 de febrero de 2009    | Norwich Showground, Norwich                | |
| Victoria | 2–0      | Marcel Zeller           | TKO  | 3 (6), 2:50   | 17 de enero de 2009      | Robin Park Centre, Wigan                   | |
| Victoria | 1–0      | Bela Gyongyosi          | TKO  | 1 (6), 2:14   | 6 de diciembre de 2008   | National Ice Centre, Nottingham            | Debut profesional de Fury.                                                                                                 |